# Хадджа
Хадджа (араб. حجة) - місто в Ємені. Розташоване у північно-західній частині країни, за 127 км на північний захід від Сани, на висоті 1800 м над рівнем моря. Адміністративний центр однойменної мухафази. Населення за даними перепису 2004 року становить 34 136 чоловік; дані на 2012 рік повідомляють про населення 42569 чоловік.
Історично відоме як неприступне місто, завдяки своєму важкодоступному положенню в долині, з усіх боків оточене високими горами. Головною визначною пам'яткою Хадджа є цитадель Аль-Кахира, що захищає місто зі сходу.

## Фотогалерея
|                     |
| Вид міста з повітря |

|                |
| Фортеця Хадджа |